# Mistrovství Evropy ve fotbale hráčů do 21 let 1986
Mistrovství Evropy ve fotbale hráčů do 21 let 1986 bylo pátým ročníkem tohoto turnaje. Vítězem se stala španělská fotbalová reprezentace do 21 let.

## Kvalifikace
Hlavní článek: Kvalifikace na Mistrovství Evropy ve fotbale hráčů do 21 let 1986
Celkem 29 týmů bylo rozlosováno do osmi skupin po třech, resp. čtyřech týmech. Ve skupinách se utkal každý s každým doma a venku. Vítězové skupin následně postoupili do vyřazovací fáze hrané systémem doma a venku.

## Vyřazovací fáze

### Čtvrtfinále
| Domácí v 1. zápase | Celkem | Hosté v 1. zápase | 1. zápas | 2. zápas |
| ------------------ | ------ | ----------------- | -------- | -------- |
| Polsko             | 1:5    | Maďarsko          | 1:0      | 0:5      |
| Dánsko             | 1:2    | Anglie            | 0:1      | 1:1      |
| Švédsko            | 2:3    | Itálie            | 1:1      | 1:2      |
| Francie            | 2:6    | Španělsko         | 1:3      | 1:3      |

### Semifinále
| Domácí v 1. zápase | Celkem | Hosté v 1. zápase | 1. zápas | 2. zápas |
| ------------------ | ------ | ----------------- | -------- | -------- |
| Itálie             | 3:1    | Anglie            | 2:0      | 1:1      |
| Maďarsko           | 4:5    | Španělsko         | 3:1      | 1:4      |

### Finále
| Domácí v 1. zápase | Celkem         | Hosté v 1. zápase | 1. zápas | 2. zápas |
| ------------------ | -------------- | ----------------- | -------- | -------- |
| Itálie             | 3:3 (0:3 pen.) | Španělsko         | 2:1      | 1:2      |